# Klub Sportowy Warta Poznań 2012-2013
Questa voce raccoglie le informazioni riguardanti il Warta Poznań nelle competizioni ufficiali della stagione 2012-2013.

## Rosa
| N. |                    | Ruolo | Calciatore          |
| -- | ------------------ | ----- | ------------------- |
| 1  | Polonia (bandiera) | P     | Łukasz Radliński    |
| 2  | Polonia (bandiera) | D     | Łukasz Jasiński     |
| 3  | Polonia (bandiera) | D     | Daniel Ciach        |
| 5  | Polonia (bandiera) | D     | Maciej Wichtowski   |
| 6  | Polonia (bandiera) | D     | Rafał Kosznik       |
| 7  | Polonia (bandiera) | C     | Tomasz Magdziarz    |
| 8  | Polonia (bandiera) | C     | Łukasz Grzeszczyk   |
| 9  | Polonia (bandiera) | A     | Krzysztof Bartoszak |
| 10 | Polonia (bandiera) | C     | Wojciech Trochim    |
| 11 | Polonia (bandiera) | A     | Piotr Giel          |
| 12 | Polonia (bandiera) | P     | Adrian Lis          |
| 13 | Polonia (bandiera) | D     | Adrian Bartkowiak   |

| N. |                    | Ruolo | Calciatore           |
| -- | ------------------ | ----- | -------------------- |
| 14 | Polonia (bandiera) | D     | Grzegorz Bartczak    |
| 15 | Polonia (bandiera) | D     | Adam Mójta           |
| 16 | Polonia (bandiera) | C     | Alain Ngamayama      |
| 17 | Polonia (bandiera) | C     | Artur Marciniak      |
| 18 | Polonia (bandiera) | A     | Bartłomiej Pawłowski |
| 19 | Polonia (bandiera) | D     | Maciej Mysiak        |
| 20 | Polonia (bandiera) | D     | Michał Płotka        |
| 21 | Polonia (bandiera) | C     | Marcin Trojanowski   |
| 23 | Polonia (bandiera) | C     | Michal Jakobowski    |
| 24 | Polonia (bandiera) | A     | Mariusz Gabrych      |
| 93 | Polonia (bandiera) | P     | Paweł Beser          |
|    | Polonia (bandiera) | A     | Grzegorz Rasiak      |